# Готорн (Вісконсин)
Готорн (англ. Hawthorne) — місто (англ. town) в США, в окрузі Дуглас штату Вісконсин. Населення — 1058 осіб (2020).

## Демографія
Згідно з переписом 2010 року, у місті мешкало 1136 осіб у 393 домогосподарствах у складі 299 родин. Було 459 помешкань
Расовий склад населення:
| - 94,2 % — білих - 1,4 % — корінних американців - 0,7 % — чорних або афроамериканців - 0,1 % — азіатів |

До двох чи більше рас належало 3,4 %. Частка іспаномовних становила 0,4 % від усіх жителів.
За віковим діапазоном населення розподілялося таким чином: 23,2 % — особи молодші 18 років, 60,3 % — особи у віці 18—64 років, 16,5 % — особи у віці 65 років та старші. Медіана віку мешканця становила 44,9 року. На 100 осіб жіночої статі у місті припадало 98,6 чоловіків;  на 100 жінок у віці від 18 років та старших — 97,1 чоловіків також старших 18 років.
Середній дохід на одне домашнє господарство  становив 87 618 доларів США (медіана — 63 839), а середній дохід на одну сім'ю — 101 498 доларів (медіана — 80 500). Медіана доходів становила 61 484 долари для чоловіків та 46 827 доларів для жінок. За межею бідності перебувало 6,9 % осіб, у тому числі 2,6 % дітей у віці до 18 років та 12,7 % осіб у віці 65 років та старших.
Цивільне працевлаштоване населення становило 483 особи. Основні галузі зайнятості: освіта, охорона здоров'я та соціальна допомога — 31,3 %, транспорт — 13,9 %, фінанси, страхування та нерухомість — 10,1 %, будівництво — 9,7 %.